# Луис Франсини (стадион)
Стадион «Луис Франсини», либо в итальянской транскрипции «Луис Францини» (исп. Nuevo Estadio Luis Franzini) — футбольный и регбийный стадион в городе Монтевидео, расположен в районе Парк-Родо. Домашний стадион футбольного клуба «Дефенсор Спортинг».

## История
Стадион назван в честь бывшего президента «Дефенсора», уругвайского спортивного чиновника (президента Комиссии футбола Уругвая), который руководил клубом на протяжении 33 лет.
Стадион был открыт 31 декабря 1963 года. В 1988 году был реконструирован, но наибольшие изменения произошли в 1997—1998 гг., когда была увеличена вместимость, а также выровнено поле, которое до того было наклонено в сторону эстуария Ла-Плата. Поэтому официальное название стадиона — «Новый стадион им. Луиса Франсини», однако приставка «Новый» практически не используется.
В 2003 году на стадионе «Луис Франсини» прошли игры 25-го чемпионата Южной Америки по регби.
Стадион расположен по адресу в районе Парк-Родо: Avenida Dr. Julio Herrera y Reissig 687 esq. Avenida Sarmiento. Также стадион известен по прозвищу El Tuertodromo.

## Международные турниры
На протяжении многих лет «Дефенсор», в случае выхода в международные турниры, использовал в качестве домашней арены «Сентенарио» или «Парк Сентраль» на любой стадии турниров. После модернизации КОНМЕБОЛ позволила использовать «Луис Франсини» в турнирах под своей эгидой (на ранних стадиях). 31 июля 2013 года на стадионе сыграл домашний матч Южноамериканского кубка «Эль Танке Сислей», принимавший «Коло-Коло» (0:1). В том же розыгрыше в качестве домашней арены стадион использовал «Ривер Плейт».
В главном континентальном турнире «Луис Франсини» впервые был задействован в 2014 году. «Дефенсор Спортинг» сыграл на родном стадионе все три домашних встречи группового этапа Кубка Либертадорес 2014, а также три матча плей-офф — 1/8 финала с боливийским «Стронгестом» (2:0, 4:2 в серии пенальти в пользу «Дефенсора»), 1/4 финала с «Атлетико Насьоналем» (1:0) и 1/2 финала с асунсьонским «Насьоналем» (1:0).